# 洛河 (渭河)
洛河，又稱北洛河，为渭河第二大支流，全长680千米，流域面积达26900平方千米，发源于陕西定边县白于山南麓，在大荔汇入渭河。北洛河由于主要流经黄土高原，平均年径流量为9.97亿立方米，年输沙量为9990万吨，上游水土流失严重，下游地势平缓，农业生产发达。在黄河洪水期间，如果渭河水流小，黄河水倒灌，北洛河输沙会严重淤积渭河下游河道。为防治此现象，黄河水利委员会正在规划北洛河改道直接入黄河工程。